# フィンチャ発電所
フィンチャ発電所（英語: Fincha Power Station）は、エチオピアのオモ川沿いにある水力発電所。発電能力は100MWで、66,900世帯に送電することができる。